# ブラキラエナ・フイレンシス
ブラキラエナ・フイレンシス（Brachylaena huillensis; シノニム: B. hutchinsii）はキク科の常緑高木の一種である。木材としてはムフフ（muhuhu）という名称で知られているが、これはスワヒリ語における呼称である。

## 分類
ブラキラエナ・フイレンシスはアンゴラのウイラ州で採取された標本 Antunes 121 に基づき、ドイツの植物学者カール・アウグスト・オットー・ホフマンにより1902年に記載が行われた。その後ケニア（当時はイギリス領東アフリカ）で採取された標本を基に1910年イギリスのジョン・ハッチンソンが Brachylaena hutchinsii の記載を行ったが、後に B. hutchinsii はブラキラエナ・フイレンシスのシノニムとされた。

## 分布
少なくともアンゴラ、南アフリカ共和国（クワズール・ナタール州）、ジンバブエ、モザンビーク、タンザニア、ケニアに分布する。Beentje (2000a:16–7) は左記の地域に加え、ウガンダや南アフリカ共和国の現リンポポ州にあたるゾウトパンスベルグ（Zoutpansberg）で得られた標本もこの種にあたると報告している。低地乾燥林に生育するが、ケニアやタンザニアでは高地林、具体的には高度2000メートルまでの半落葉樹林にも生える。

## 特徴

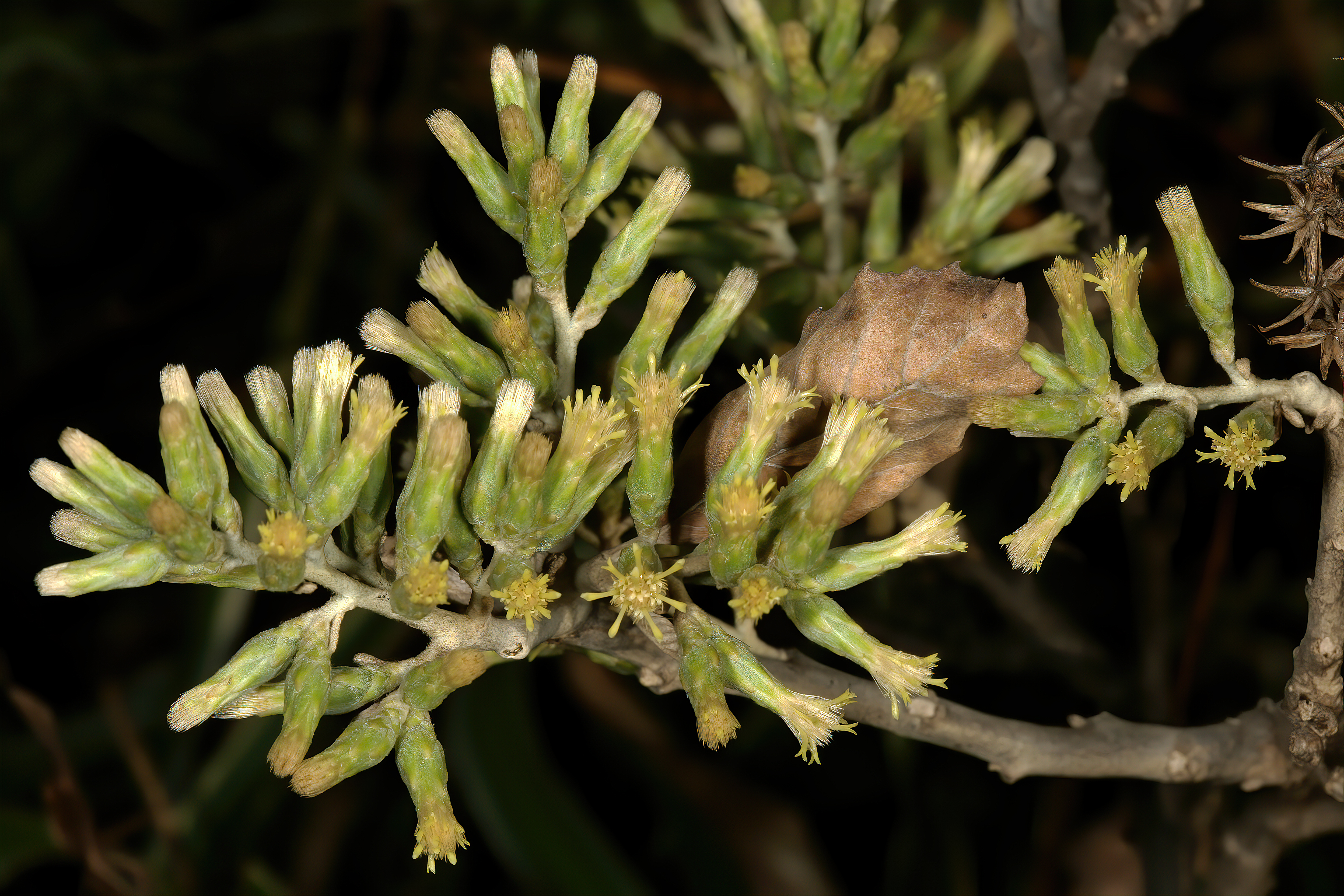
雌花。南アフリカ共和国プレトリア国立植物園にて。

常緑高木であり、樹高は通常10-18メートルであるが、例外的に30メートルまで伸びる場合も見られ、樹幹は幅60センチメートルにまでなる。枝は急な上向きで樹冠が狭く、地上に近いところで枝分かれする。鋸で切る際にすがすがしい香りがする。以下は部位ごとに解説を行う。
樹皮は灰色と茶色を混ぜた色で、縦方向にひび割れが見られる。
葉は狭楕円形からやや倒卵形、基部は楔形か漸先形（英: attenuate）で先端は短先鋭、葉縁は全縁か鋸歯状、3-12×1-4センチメートル（ただし若木の場合は大きくなる傾向あり）、外巻きである。若枝の葉にはクリーム色の毛が見られ、成長した葉は白く下側に毛がある一方で上側には光沢が見られる。
花は非常に小さく白色か緑黄色で、頭状花が長さ2-3センチメートルの直立した腋生の円錐花序につく。雄花と雌花は別々の木に見られる。
雌に見られる種子のような見た目の果実（痩果、英: achenes）は円柱状か扁平で、基部に向かってある程度細くなっており、長さ2.8-4mm、5-8本の稜が走り、柔毛と顆粒を密生する。

## 利用
ムフフは堅く頑丈な木材として知られている。木材の質に関しては耐衝撃性、つまり急激に衝撃が加えられた場合の抵抗力が極端に低く、鋸で切断する際は木目に沿って割れやすい傾向が見られる。剛性、つまり弾力性も低いが、一方で非常に重くて密度が高く、また圧縮強さ、つまり木口に加えられる荷重に耐える能力も高い。曲げ強さ、つまり板材の両端に力を加えた際の割れにくさは中庸で、気乾比重は0.83から1.0まで幅があり、時間をかけてゆるやかに乾燥を行わないと干割れや木口割れを起こす恐れがあるが、一度乾燥さえさせれば安定する。非常に堅いので彫刻や研磨は困難を極める一方、動物の姿を模した木彫り細工などの工芸品がムフフを用いて製作されている。またホテルなど公共建築の寄木細工や工場・倉庫の床といった、人やフォークリフト等の重機が上を行き来する環境において床材として用いられる。そのほかの用途としてはポールや柱、燃料としての活用が見られ、ケニアのキクユ人もかつては集落の柵や、家の仕切りおよび屋根を支えるための棒として、また薪として使用していた。
一方、ケニアやタンザニアでムフフを用いた木彫り細工産業が盛んであることやモザンビークでムフフの切り出しが増加していることは、種の存続に対する懸念材料としてIUCNから扱われている。また日本の公益財団法人地球環境戦略研究機関国際生態学センターにより2005年12月から2007年9月にかけて行われた植生調査によると、ナイロビ市中心から15メートル圏内に位置する保護林であるカルーラ・フォレスト（英: Karura Forest）やンゴング・ロード・フォレスト（英: Ngong Road Forest）はケニア森林局によって管理がなされているにもかかわらず近隣住民による木の伐採や、薪として利用する行為、放牧された家畜による食害の例が見られ、特に有用木として認知されているブラキラエナ・フイレンシスに関しては伐採が行われた痕跡が多数見られた。
なお精油も得られ、主要成分はα-アモルフェン（α-amorphene）をはじめカラメネン（calamenene）などと、いずれもセスキテルペン炭化水素類である。

## 諸言語における名称
- 英語: silver oak[4][12]、lowveld silver oak[13]、Huilla brachylaena[13]

ケニア:
- キクユ語: mũhũgũ[10]（モホゴ）
- スワヒリ語: muhuhu[7][4]（ムフフ）、muhugu[7]（ムフグ[2]）